# Freccia Azzurra
Freccia Azzurra is een model scooter dat in 1951 is ontwikkeld door Giuseppe del Bianco. De machine werd aanvankelijk aangedreven door een 125cc-Puch-motor.
In 1952 werd het model verbeterd en voorzien van een 147cc-Sachs-blok. De Freccia Azzura (Blauwe Pijl) had een telescoopvork en kettingaandrijving.